# 中国共产党第二十次全国代表大会代表名单
下面列出各中国共产党第二十次全国代表大会代表（简称二十大代表）。
二十大党代表有2296名，来自分为32个省区市、3个中央机关、2个港澳机关以及解放军和武警部队共38个选举单位。中共二十大代表还包括中共中央另行决定的特邀代表83名。李克強在二十大开幕会宣布，选举和特邀代表实到2340人，39人请假未能出席开幕会；习近平在闭幕会宣布，选举和特邀代表实到2338人。
各代表有权决议工作报告和党章修改、选举或参选第二十届中央委员会（包括委员和候补委员）和中央纪律检查委员会。被选举权不只为代表所有，非代表的党员也可以参选并当选中委或中纪委委员（然从十七届非代中委11人、十八届非代中委5人、十九届非代中委3人的趋势来看，非代中委的人数在缩小）。代表无权选举政治局委员、常务委员或总书记，该职位由二十大会议上当选的中委委员在一中全会投票产生。10月17日，二十大代表资格审查委员会审查确认2296名代表资格有效。
除特邀代表外，同一代表团内代表按姓氏笔画为序（台湾等非简化字使用地区代表按简体字）。除特邀代表外，粗体为党和国家领导人，黑体为十九届中共中央政治局委员，下划线为代表团团长。

## 中央和国家机关、垂直管理系统

### 中央和国家机关
2022年7月19日，中国共产党中央和国家机关代表会议选举产生293名中央和国家机关出席二十大的代表。
丁月牙（女，回族）、丁赤飚、丁学东、丁薛祥、于绍良、万立骏、马龙、马军胜、马国华（回族）、马岳利、马晓伟、马朝旭、王可、王军、王宏、王毅、王一彪、王小洪、王广华、王少峰、王文涛、王令浚、王冬梅（女）、王永红、王旭东、王江平、王进展、王志刚、王志清、王秀杰（女）、王陆进、王昌顺、王受文、王贺胜、王振民、王晓萍（女）、王铁汉、王鸿津、王雷鸣、王慧敏、亓延军、孔绍逊、古妩（女，土家族）、左力（女）、石泰峰、卢希（女）、卢方军（土家族）、卢映川、申长雨、申展利（女）、田世宏、田学军、田学斌、田培炎、付巧妹（女）、白羽（女，满族）、丛亮、冯延（女）、冯巍（女）、母强（羌族）、吉林、曲青山、曲莹璞、吕岩松、朱敏（女）、朱忠明、朱海黎、任京东、任鸿斌（土家族）、华春莹（女）、庄国泰、庄荣文、刘伟、刘昆、刘炤、刘东方（女）、刘冬梅（女）、刘金国、刘建波（满族）、刘建超、刘思扬、刘俊臣、刘结一、刘振芳、刘爱力、刘海星、刘焕鑫、齐玉、齐欣（女，回族）、次落（藏族）、关志鸥（满族）、江金权、安晓宇、许鹏（满族）、许甘露、孙宁、孙娟（女）、孙书贤、孙业礼、孙金龙、孙承斌、孙祥华（蒙古族）、孙新阳、阴和俊、纪峥、杜占元、李屹、李利、李忠、李莹（女，藏族）、李萌、李群（文旅部）、李群（卫健委）、李毅、李小鹏、李小新（女）、李文章、李书磊、李兆宗、李国英、李明祥、李晓红、李晓明（女，满族）、李婷婷（女）、李静海、杨小伟、杨正伟、杨宇栋、杨艳秋（女）、杨振武、杨晓超、杨逸铮（女）、肖捷、肖培、吴孔明、吴汉圣、吴宏耀、余波、余艳红（女）、邹加怡（女）、邹晓东、闵宜仁、汪鸿雁（女）、沈玉君（女，回族）、沈红文（女）、沈春耀、沈蓓莉（女）、怀进鹏、宋功德、宋志勇、宋修德、张平、张琦（女）、张小宏、张义全、张文显、张玉卓、张会平、张芳华（女）、张克俭、张宏森、张忠军、张建民、张建春、张春生、张晓兰（女）、张景虎、陆昊、陆东福、陆国强、陈刚、陈旭（女）、陈洲、陈一新、陈小江、陈元丰、陈文清、陈玉明、苟仲文、林梦（女）、林新（女）、林松添、杭元祥、国伟（女，满族）、罗照辉、金壮龙、周卫、周小莹（女）、周长奎、周洪许、周祖翼、郑庆东、郑慧涛、屈健（女）、屈继峰、孟扬、孟祥锋、孟曙初、赵聪（女）、赵冲久、赵辰昕、赵昌华、赵炎平、胡兰（女）、胡果（女）、胡伟武、胡和平、胡静林、胡衡庐、段嵘（女）、侯凯、侯建国、俞建华、俞家栋、姜万荣、姜信治、姚来英、姚枝仲、贺荣（女）、贺军科、秦刚、秦耕、聂福如、贾育林、夏伟东、柴方国、铁凝（女）、倪虹、徐麟、徐令义、徐乐江、徐成光、徐沭裕、凌激、高雨、高翔、高连波、郭鹏、郭文奇、郭海华（回族）、唐一军、唐仁健、唐方裕、唐承沛、唐登杰、黄明、黄一兵、黄玉治、黄守宏、黄志坚、黄晓薇（女）、曹淑敏（女）、崔鹏、崔茂虎、庹震、康义、康辉、章轲、梁惠玲（女）、彭金辉（彝族）、彭树杰、董春（女，彝族）、董经纬、蒋旭光、韩文秀、韩世明、韩立平、韩建华（撒拉族）、喻红秋（女）、傅华、傅奎、傅玉慧（女）、童建明、曾一春、曾益新、谢春涛、蒲宇飞、甄占民、鲍琳琳（女，蒙古族）、慎海雄、褚松燕（女）、蔡剑江、裴金佳、廖岷、谭天星、翟青、潘岳、潘玲玲（女）、潘毅琴（女，回族）、穆虹、穆红玉（女）、魏山忠、魏丽丽（女）

### 中央企业系统（在京）
2022年7月10日，中国共产党中央企业系统（在京）代表会议选举产生了51名中央企业系统（在京）出席党的二十大代表。
马兴新、王凤雨、王彤宙、王树东、王祥喜、王瑾敏（女）、文兵、邓亦武、付刚峰、成义娟（女）、吕军、朱碧新、刘石泉、刘永清（女）、刘烈宏、刘敬桢、闫欢欢（女）、孙永才、李绍杰（满族）、杨伟、杨传堂、吴晓根、吴燕生、余剑锋、辛保安、汪东进、宋运生、张伟、张克、张卫宁、张冬辰、张晓仑、张雪枚（女）、陈云、陈超英、周育先、郑学选、郝鹏、柯晓宾（女）、柯瑞文、郜时旺、姜志光、姚林、袁洁、钱智民、徐坚（女）、翁祖亮、曹建国、曹国辉、温刚、戴厚良

### 中央金融系统
截至6月30日，中央金融系统各单位分别召开党代表会议，选举产生44名中央金融系统出席党的二十大代表。
王思东、 文治成、龙云（苗族）、田国立 、冉华（土家族）、白涛 、丛林（女）、冯灵芝（女）、宁效云、朱鹤新、自来汗·艾麦尔江（女，维吾尔族）、任德奇 、刘连舸、刘惠春、孙超 、苏明娟（女）、李鹏（女）、李欣然（满族）、杨翠艳（女）、步同良、吴利军、吴富林、何立峰、谷澍、宋曙光、张青松、张金良、陈四清、陈雨露、陈梓良、易纲、易会满、罗丹（藏族）、罗熹、赵欢、拜合提努尔·达米拉（女，维吾尔族）、顾笑霞（女）、钱文挥、高迎欣、郭树清、彭纯、廖林、德青（女，藏族）、潘功胜

### 港澳暂不明确选区
陈姿（女）、赵子玉

### 中央香港工委
王松苗、王祥明、文宏武、卢新宁（女）、刘瑾（女）、刘素芬（女)、孙煜、陈冬、陈寅、罗永纲、郑雁雄、骆惠宁、缪建民

### 中央澳门工委
宋立洪、张荣顺、郑新聪、傅建国

### 解放军和武警部队
2022年8月15日，解放军和武警部队25个选举单位分别召开党代表大会或党代表会议，选举产生出席党的二十大代表304名。
丁铭、丁兴农、丁荣浩、万伟、万芝利（女）、马和帕丽（女，哈萨克族）、马学蒂、马哲文、王凯、王征、王恒、王勇、王喜（彝族）、王强、王鹏、王小平、王天林、王仁华、王文全、王世杰、王东海、王立岩、王亚平（女）、王成男、王向龙、王红理、王志校、王秀斌、王宝红、王建武、王建勋、王春宁、王爱国（军委国防动员部）、王爱国（海军）、王海旭、王培杰、王新成、王德君、王德政、韦昌进、扎巴（藏族）、方明、方建国、尹翔、尹强、孔军、邓安仲、艾园林、左艳民、布哈（彝族）、申文、田义祥、田永涛、田晓蔚、白莎（女）、邝铭、加央欧珠（藏族）、达娃卓嘎（女，藏族）、毕长虹、吕绍俊、朱文祥、朱国标、朱晓松、向双成、向跃东（土家族）、刘文君（女）、刘训言、刘发庆、刘成立、刘红站、刘苡先（女，侗族）、刘青松、刘金龙、刘振立、刘惟云、刘鲁运、汤浩、安玮（女）、祁发宝、许其亮、许学强、孙明、孙斌、孙向东、孙金龙、严玲（女）、严锋、李文、李伟、李闯、李军（军委政治工作部）、李军（军委国防动员部）、李军（军委联指中心）、李阳、李钊、李维、李斌、李元梁、李中林、李凤彪、李玉超、李永胜、李兴坤（土家族）、李作成、李宋德、李尚福、李明国、李胜利、李桥铭、李海涛、李福栋、李碧胜、杨毅、杨小康、杨友斌、杨玉平、杨永飞、杨志亮、杨泽楠、杨学军、杨富祥、杨德龙、肖俊、吴亚男、吴宏志、邱麟辉、何平、何松、何元智（女）、何玉彬、何正海、何宏军、何贤达、余闯、邹国贤、冷少杰、冷雪冰、汪昱、汪海江、沙子呷（彝族）、沈方吾、沈寿林、宋勇、宋春雳、宋晓东、张叶、张帆、张林、张晓、张晓（女）、张践、张又侠、张万能、张升民、张凤中、张玉堂、张红兴、张红兵、张寿海、张建卿、张洪峰、张勇民、张晓鹏（蒙古族）、张继春、张湘君、张曙光、陆敏、陈刚、陈军、陈宏、陈坤、陈前、陈浏、陈静（女）、陈小前、陈广辉、陈世海、陈宏敏、陈国强、陈建活、陈剑飞、其曼古力·艾尼瓦尔（女，维吾尔族）、苗华、范喜全、林柏、林向阳、林莉君（女）、尚宏、罗靖（女，仡佬族）、季新生、岳雷、金长亮（满族）、周友亚、周宏潮（女）、周昌亭、周建新、郑和、郑晗（女）、郑斌、郑漩、郑永煌、郑纪文、郑堰坡、孟盛国（瑶族）、封宇恒、赵雷、赵月锋、赵春云、赵战胜、赵晓哲、郝卫中、郝立君（女）、胡儆、胡中明、胡中强、胡存刚、胡瑜海、柳林、钟卫国、钟绍军、段应民、侯国领、侯忠华、俞红（女）、俞庆江、施湘阳、姜平、姜平（土家族）、姜延军、姜国平、姜国营、贺正义、秦树桐、袁锋（羌族）、袁华智、袁红刚、热米娜·穆塔里甫（女，维吾尔族）、耿德文、聂灵杰、贾建成、夏清月、徐元鸿、徐云飞、徐西盛、徐良才、徐忠波、徐宝龙、徐起零、徐德清、翁春芳（彝族）、凌焕新、高大光、高桂清、高溥宇（女）、郭玲（女）、郭创立、郭红庄、郭普校、郭慧锋（女）、唐冰（女）、唐勇、唐丽娜（女）、唐保东、唐曼曼（女）、朗杰（藏族）、黄铭、黄民强、黄旭聪、曹青锋、曹海庆、常丁求、梁平、彭振海、葛晶晶（女）、董军、董必广、韩冰、韩立强、韩国河、韩胜延、韩宪锋、景建峰、程坚、傅爱国、傅耀泉、鲁胜华、靳旭普、雷鹏、路红卫、鲍伟、鲍泽敏、褚宏彬、慕巍、蔡立山、蔡家谋、管启武、廖华清（女）、缪文江、黎湘、颜晓东、戴明盟、魏凤和、魏海鹏

## 地方

### 北京市
2022年6月30日，中国共产党北京市第十三次代表大会选举产生62名北京市出席党的二十大代表。
丁宁（女）、于波（满族）、王有国、王昕伟、王洪玲（女）、王振强、方秋子（女）、甘靖中、丛慧敏（女）、刘保献、许强、孙军民（女）、孙梅君（女）、孙新军、芦咏莉（女）、苏东林（女）、李萌（女）、李长利、李美红（女）、李银环（女）、杨秀玲（女）、杨晋柏、邱勇、余卫国、辛有清、闵海云（女）、宋鱼水（女）、宋学文、张雅君（女）、陈健、陈吉宁、陈炎顺、青格勒吉日格乐（女，蒙古族）、易彦（女）、金晖（女）、孟昆玉、赵磊、姜德义、莫高义、贾莉（女）、贾晓宏（女）、夏林茂、钱军、钱素云（女）、殷勇、高朋、郭延红（女）、唐海龙、龚旗煌、常卫、常洪霞（女）、彭兴利（满族）、韩青（女）、程静（女）、曾晓芃、游钧、靳伟、蒙曼（女，满族）、蔡奇、蔡瑞、蔡凤辉（女）、魏小东

### 天津市
2022年6月20日，中国共产党天津市第十二次代表大会选举产生46名天津市出席党的二十大代表。
马珊珊（女）、王庭凯、尤立红（女）、冯卫华、刘惠（女）、刘婷（女）、刘春雷、刘美娇（女）、刘桂平、玛日耶姆古丽·吾布力喀斯木（女，维吾尔族）、李清、李清（女）、李琨（女）、李学义、李盈莹（女）、李鸿忠、杨兵、杨宏、杨汝倩（女）、杨秋静（女）、连茂君、时晓伟（女，满族）、张工、张颖（女）、张伯礼、张黎明、陈辐宽、范少军、林则银（女，布依族）、金东寒、金湘军、金慧琼（女，朝鲜族）、周德睿、房凤友、孟祥飞、赵革、段春华、贺亦农、徐文华、殷向杰、盛茂林、褚斌、褚新红（女）、冀国强、戴永康、魏继红（女）

### 河北省
2022年6月29日，中国共产党河北省党代表会议选举产生64名河北省出席党的二十大代表。
马新利（回族）、王曦（满族）、王正谱、王东峰、王立彤、王俊红、王普清、尹计平、邓晶（女）、叶冬松、田金昌、付素珍（女）、巩立姣（女）、吕运强、朱浩文、刘文萍（女）、刘立华（女）、刘永志、刘昌林、刘艳红（女）、刘雪松、齐名、安长明（满族）、孙晨华（女）、李斌（女）、李怀齐、李晓华（女，满族）、杨永君、杨燕伟、吴晓华、宋文新、张政、张涛、张梅（女）、张国华、张晓静（女）、张维亮、张超超、陈平、陈静（女）、武卫东、岳丽华（女，满族）、周慧霞（女）、郑百芹（女）、居艳梅 （女）、赵文锋、赵新海、柯俊、袁桐利、袁雅冬（女）、夏延军（女）、顾瑞利、柴宝良、党晓龙、倪岳峰、郭健、唐笑宇（满族）、曹建明、戚红（女）、康彦民、葛海蛟、韩恺、韩澄宇、廉毅敏

### 山西省
2022年5月31日，中国共产党山西省党代表会议选举产生43名山西省出席党的二十大代表。
丁小强、马黎明、王春、王震、王拥军、韦韬（壮族）、尤权、牛国栋、卢东亮、田亚欣（女）、包楚雄、宁文鑫、巩志义、毕腊英（女）、朱晓东、刘桂珍（女）、闫晨曦、孙大军、李杰、杨勤荣、吴志花（女）、吴俊清、张靖、张吉福、张晓永、张高峰、张颖惠（女）、陈安丽（女）、武志远、林武、罗清宇、侯丽琳（女）、姜四清、姚青林、袁清茂、贾菊兰（女）、原贵生、崔永明（女）、商黎光、梁雅玲（女）、韩利萍（女）、蓝佛安、雷健坤（女）

### 内蒙古自治区
2022年6月30日，中国共产党内蒙古自治区党代表会议选举产生42名内蒙古自治区出席党的二十大代表。
丁绣峰、万超岐、么永波、王秀芝（女，蒙古族）、王改梅（女）、王莉霞（女，蒙古族）、巴特尔（蒙古族）、巴特尔（蒙古族，区直机关）、邓郁（女，蒙古族）、代钦（蒙古族）、白静（女，蒙古族）、包钢（蒙古族）、廷·巴特尔（蒙古族）、刘爽、刘志彧、刘淑君（女）、孙绍骋、李理、李秀领、杨伟东、杨冀鹏（蒙古族）、何雨春、张三明、张根九、张晓兵、金克勒那日（达斡尔族）、孟宪东、赵晶（女）、赵乐际、赵颖慧（女）、胡达古拉（女，蒙古族）、娜日格（女，鄂伦春族）、贺伟华、徐俊霞（女）、高润喜、唐毅、黄志强、梅园雪（女，满族）、雪萍（女，鄂温克族）、隋维钧、韩佳彤（蒙古族）、戴弘

### 辽宁省
2022年6月28日，中国共产党辽宁省党代表会议选举产生64名辽宁省出席党的二十大代表。
丁仁彧、于川雅（女，满族）、马俊（女，满族）、王永威、王炳森、王维华（满族）、王新伟、冯东昕、冯夏庭、刘娜（女，满族）、刘传波、刘奇凡、刘晓云（女）、刘淑红（女，蒙古族）、刘慧晏、关英华（女，满族）、那馥（女，满族）、孙娜（女）、孙国华（女）、苏凤琴（女）、李超、李强、李云龙、李乐成、李安财、李忠华、李忠兴、李建平（女）、李彦君、杨军生、杨洁篪、来鹤（蒙古族）、吴书香（女，锡伯族）、吴振华（女）、余功斌、汪永清、宋诚、张文岳、张立林（土家族）、张成中、张国清、张桂贤（女）、张淑萍（女）、邵涛（满族）、范丹宇（女）、金玉奇、周波、郑文彬（锡伯族）、项昌乐、赵玉清（女）、胡艳（女）、胡涛、胡玉亭、胡立杰（女）、姜妍（女，满族）、姜小林、洪家光、高大千、唐宋（女）、靳国卫、裴伟东、谭成旭、熊茂平、霍步刚

### 吉林省
2022年6月22日，中国共产党吉林省第十二次代表大会选举产生37名吉林省出席党的二十大代表。
于吉红（女）、于砚华（女，满族）、王爱明、方红（女，满族）、刘伟、李伟、李艳（女）、李明伟、李晓杰（女）、吴亚琴（女）、谷凤杰（女）、宋德武、张忠、张亚范（女）、张志军、张春贤、张恩惠、武大靖、金文玲（女，朝鲜族）、胡家福、姜治莹、洪庆（朝鲜族）、贺志亮、秦颖（女，满族）、贾春贺（女）、柴伟、徐留平、高志国、高桂英（女）、郭灵计、曹和平、韩丽（女）、韩俊、景俊海、谢忠岩、蔡东、魏广军

### 黑龙江省
2022年5月2日，中国共产党黑龙江省第十三次代表大会选举产生50名黑龙江省出席党的二十大代表。
于洪涛、王刚、王文力、王守聪、王志军、王秋实、文竹（女）、卢艳华（女，赫哲族）、朱国文（蒙古族）、刘丽（女）、刘伯鸣、刘明忠、许勤、李莹（女）、李凤明、李世峰、李洪国、李锡文、杨博、杨廷双、杨德森、吴新红、何晓艺（女）、沙广华（女，回族）、沈莹（女）、张欢（女，满族）、张虹（女）、张斌、张巍、张亚中、张安顺、张宝伟、张春江、陈玉香（女）、邵国强、邰慧（女）、苗秀（女）、尚云龙、郝丽影（女）、胡昌升、胡春华、徐向国（蒙古族）、高晶超（女）、高馨玉（女）、黄建盛、曹志安、隋洪波、董濮（女）、熊四皓、樊冬梅（女）

### 上海市
2022年6月27日，中国共产党上海市第十二次代表大会选举产生73名上海市出席党的二十大代表。
于勇、万敏、马列坚（女）、王岚（女）、卢洪早、白廷辉（回族）、白忠泉、成慧 （女）、朱兰（女）、朱芝松、乔蓓华 （女）、刘健、刘仕英（女）、刘学新、李政、李强、李永明、李儒新、杨宇（女）、杨戌雷、杨振斌、吴娜（女）、吴清、吴蓉瑾（女）、邱莉娜（女）、何小玲 （女）、邹丰恒 、沈军（女）、沈炜 （回族）、迟楠（女） 、张军、张军萍 （女）、张宏俊、陆方舟、陆颖青 （女）、陈杰（同济大学） 、陈杰（宝山区） 、陈宇剑、陈金山、陈玲玲（女）、郁非 （女）、杲云、周慧琳、郑钢淼、赵嘉鸣、胡文容、查琼芳 （女）、钟天使（女） 、施净岚（女）、姜冬冬、姜丽萍（女） 、祝玉婷（女）、袁婷婷（女）、顾蓉（女） 、钱红昊（女）、徐枫 （女）、徐建、高煜（女）、高融昆、郭芳（女）、诸葛宇杰、黄红（女）、曹立强、龚正、章雄、梁旭、董云虎、蒋卓庆、程向民、舒庆（满族）、谢坚钢、雷凡培、缪京

### 江苏省
2022年6月23日，中国共产党江苏省第十四届委员会召集的江苏省党代表会议选举产生71名江苏省出席党的二十大代表。
马伟、马明龙、马瑜婷（女）、王昊、王晖、王颖（女）、王岐山、王建明、王常松、方伟、邓红（女）、邓建军、邓修明、左惟、权太琦（女）、朱立凡、刘奇葆、江桦（女）、江涌、祁从峰、许峰、许安琪（女）、许昆林、孙友新、孙金娣（女）、孙晓云（女）、杜小刚、李敏（女）、李兰女（女）、李国华、李银江、杨东升、吴红梅（女）、吴政隆、沈春雷、沈剑荣、宋乐伟、张坤、张勇（回族）、张义珍（女）、张宝娟（女）、张建华、张爱军、陈之常、陈金虎、郁霞秋（女）、周伟、周英（女）、周广智、周海江、周维忠、郑翔（女）、赵世勇、赵亚夫、胡金波、钟佰均、段俊（女）、费高云、骆婷（女）、袁彩凤（女）、夏平、徐川、徐缨（女）、黄强、曹路宝、崔圣菊（女）、葛道凯、蒋锋、韩立明（女）、潘贤掌、魏国强

### 浙江省
2022年6月22日，中国共产党浙江省第十五次代表大会选举产生51名浙江省出席党的二十大代表。
王成、王纲、王健、王浩、王笔仙（女）、王群英（女）、车菲菲（女）、毛剑宏、史孟艳（女）、吉炳轩、朱世强、朱重烈、任少波、刘捷、刘小涛、江海洋、许罗德、阮玲斐（女）、李跃旗、杨卫东、杨霞云（女）、吴连锋、何中伟、汪顺、张兵、张严峻、张赛芬（女）、陈浩、陈文兴、陈宗年、周国花（女）、孟刚、赵红霞（女）、胡海峰、钟华燕（女，畲族）、姜丽娟（女）、骆叶青（女）、袁家军、柴松岳、徐川子（女）、徐文光、凌志峰、高屹、高娅琴（女）、黄建发、盛阅春、章春燕（女）、梁晓丽（女）、彭佳学、傅平均、雷晓华（女，畲族）

### 安徽省
2022年6月30日，中国共产党安徽省党代表会议选举产生57名安徽省出席党的二十大代表。
丁纯、丁向群（女）、丁海燕（女）、王清宪、牛方括、毛胜利、方正、孔晓宏、龙守菊（女，侗族）、叶露中、朱斌、任泽锋、刘晓妮（女）、刘海泉、刘婉春（女）、许继伟、孙小颖（女，满族）、孙正东、苏保信、杜延安、李必方、李宏塔、杨军、杨安国、余静（女）、汪一光、张文博、张冬云、张西明、张红文、张岳峰、张祥安、张韵声、陈青（女）、陈全国、周雷、周群之、郑栅洁、单向前、孟苏平（女）、胡培培（女）、袁媛（女）、夏晓丹（女）、凌云（女）、郭强、唐良智、黄晓武、覃卫国（壮族）、程丽华（女）、舒歌群、虞爱华、路丙辉、蔡敬民、廖志斌、谭艳芳（女）、潘伟华（女）、潘道伟

### 福建省
2022年6月23日，中国共产党福建省党代表会议选举产生41名福建省出席党的二十大代表。
王永礼、尹力、叶玲（女）、付朝阳、兰臻（女，畲族）、邢善萍（女）、吕家进、华锦先、刘鹤、刘建洋、孙世刚、李斌（女）、李仰哲、李建成、杨红（女）、吴偕林、余虹、余红胜、张彦、张文贤、张国旺、陈梅（女）、林丹（女）、林占熺、林叶萍（女）、林宝金、林瑞良、罗东川、郑海珠（女）、孟芊、项忠红（女）、赵龙、郭宁宁（女）、黄艳艳（女）、崔玉英（女，藏族）、崔永辉、梁伟新、傅光明、温文溪、赖军、蔡月英（女）

### 江西省
2022年6月30日，中国共产党江西省党代表会议选举产生43名江西省出席党的二十大代表。
于秀明、马森述、王少玄、文兰英（女） 、石玉莲（女） 、叶建春、史文斌、任珠峰、庄兆林、刘锋、刘文华、许南吉、李军（女） 、李小英（女）、李水清、李红军、李国华、李胜利、李媛媛 （女，瑶族）、杨辉利（女）、吴浩、陈云、陈敏、林强、易炼红、周海萍（女）、周淑琴（女）、郑高清、赵小梅（女）、姚石玉、姚增科、夏文勇、唐国徽（瑶族）、涂爱鹏、黄小娟（女）、黄坤明、黄路生、康宽军、梁桂、蒋斌、傅正华、谢明勇、魏晓奎

### 山东省
2022年6月1日，中国共产党山东省第十二次代表大会选举产生76名山东省出席党的二十大代表。
于江涛、王凯、王磊（女）、王书坚、王传喜、王宇燕（女）、王军成、王树军、王恩东、王新春、牛栓文、田卫东、田庆盈、白山（回族）、白玉刚（蒙古族）、包华、冯新岩、任刚、刘强、刘天东、刘家义、刘燕韶（女）、江成、江敦涛、孙一倩（女）、孙丰华（女）、孙立成、孙学平、孙法选、孙爱军、杜立芝（女）、李文（女）、李干杰、李长萍（女）、杨东奇、杨守伟（女）、杨希勇、杨国强、杨洪涛、冷晓燕（女）、沈跃跃（女）、宋永祥、宋军继、张伟（女）、张惠（女）、张甲天、张守英（女）、张红霞（女）、张连钢、张矿军、张海波、张海燕（女）、张新文、陆治原、陈平、陈勇、陈梦（女）、陈强、陈丙福、林红玉、罗公利、金晶（女，回族）、周强、周乃翔、赵志浩、姜凌刚、秦传滨、贾新华、夏红民、高淑贞（女）、郭锐、郭新立、葛慧君（女）、傅明先、满慎刚、滕双兴

### 河南省
2022年5月31日，中国共产党河南省党代表会议选举产生69名河南省出席党的二十大代表。
于洋、马园园（女，回族）、马富国、王丽（女）、王凯、王霞（女）、王正伟（回族）、王东伟、王东明、王春霞（女）、王战营、牛文梅（女）、公毅（女）、卢克平、史秉锐、史根治、白梅（女）、曲孝丽（女）、朱是西、刘伟、刘成章、刘尚进、刘国栋、刘南昌、刘炯天、江凌、安伟、孙守刚、苏长青、李涛、李卫东、李会东、李连成、李国胜、李明俊、杨青玖、汪安南、宋虎振、张玉滚、张建慧、张庭莲（女）、张雷明、张新友、陆建文、陈舜、陈向平（女）、苗静静（女）、郁林英（女）、周霁、周荣方（女）、郑小燕（女）、孟军、孟瑾（女）、费东斌、袁家健、徐强、徐光春、高建军、郭玉霞（女）、陶留海、黄久生、康天平、梁兵、葛巧红（女）、楼阳生、鲍常勇、蔡松涛、裴春亮、薛荣（女）

### 湖北省
2022年6月21日，中国共产党湖北省第十二次代表大会选举产生63名湖北省出席党的二十大代表。
马旭明、马建华、王立、王玲（女）、王晨、王霜（女）、王忠林、王祺扬、王蒙徽、仇争艳（女）、方勤、艾晓慧（女）、冯伟、宁咏、仰媛媛（女）、向辉（女，土家族）、向斌、刘亮（女）、刘发英（女，土家族）、许正中、孙伟、孙兵、李元元、李国璋、李荣灿、李海波、肖帅、肖菊华（女）、吴锦、吴海涛、邹倩（女）、张莉（女）、张文兵、张定宇、张家胜、陆小霞（女）、陈新武、范晓霞（女）、易先荣、罗联峰、郄英才、周怡（女）、孟祥伟、赵峻、胡亚波、胡超文、柯昌全、郜强、侯淅珉、姚婕（女）、桂小妹（女）、顾娟（女）、钱远坤、翁新强、郭元强、龚九宏、阎敏、董卫民、鲁国庆、雷鸣山、鲍丹（女）、窦贤康、熊会萍（女）

### 湖南省
2022年6月23日，中国共产党湖南省党代表会议选举产生65名湖南省出席党的二十大代表。
马捷、马石光、王勇、王双全、王妙云、王晓科、毛伟明、毛春山、邓卫、邓群策、艾爱国、卢展工、田卫国、付玲（女）、朱霞（女）、朱国贤、朱金凤（女）、朱洪武（黎族）、向恩明（土家族）、庄稼、刘韦达、刘文杰（女）、刘志仁、刘革安、安志（土家族）、许忠建、严华、李刚、李志超、李佳嫔（女，侗族）、杨正午（土家族）、杨志慧（女，苗族）、杨浩东、吴巨培、邱宝珠（女）、邹文辉、沈裕谋、张珍（女）、张庆伟、陈艳（女）、易冉（女）、罗毅君、周宇坤（女）、柏连阳、施金通（苗族）、秦国文、袁红梅（女）、桂艳华（女）、夏智伦、徐芙蓉（女）、黄芳（女）、黄可胜（女）、黄四平、曹志强、曹普华、曹慧泉、崔赣、董敏芳（女）、焦继革、谢卫江、谢新星、熊倪、虢正贵、魏建锋、瞿海（苗族）

### 广东省
2022年5月25日，中国共产党广东省第十三次代表大会选举产生70名广东省出席党的二十大代表。
马正勇、王荣、王胜、王伟中、王瑞军、韦艳梅（女，壮族）、卢荣春、叶牛平、丘汉松、白涛（女）、冯玲（女）、师永霞（女）、吕玉印、刘丹（女）、刘吉、刘红兵、刘雅红（女）、许红（女）、纪洁虹（女）、苏东青（女）、杜玉涛（女，满族）、李希、李方方（女）、李勤贤（女）、杨斌（女）、肖亚非、吴钢运、何晓军、余纳（女）、宋福龙、张虎、张晓强、张爱军、张福海、陆秀兴（女）、陈欣（女）、陈敏、陈岸明、陈建文、陈春声、陈燕红（女）、林涛、林克庆、林贻影、周姗（女）、郑轲、孟凡利、孟振平、胡春华（女）、钟南山、侯金彦（女）、费英英（女）、袁古洁（女）、夏宝龙、殷昭举、高东斌、郭文海、黄东云（女）、黄楚平、龚国平、龚稼立、崔朝阳、盘金生（瑶族）、梁美容（女）、梁碧华（女）、彭秋香（女）、曾毅、温湛滨、廖高珍（女）、戴运龙

### 广西壮族自治区
2022年4月22日，中国共产党广西壮族自治区第十二届委员会召集的广西壮族自治区党代表会议选举产生48名广西壮族自治区出席党的二十大代表。
习近平、马飚（壮族）、王青艳（女，壮族）、王维平、包菊辉（女）、刘宁、刘小明、许菲（女）、许永锞、农凤娟（女，壮族）、农生文（壮族）、孙大光、孙大伟、杜诚、李华（女）、李婷（女，侗族）、李东兴（女，壮族）、李杰云、杨宁（女，苗族）、吴炜、利远远（女）、何文浩、何录春、何祥英（女，京族）、何朝建（壮族）、陈冬寒（女）、林冠（壮族）、周炼（壮族）、周异决（壮族）、周家斌、庞茜（女）、郑志明、房灵敏、祝雪兰（女，瑶族）、秦春成、莫桦、徐迪克、黄墁（女）、黄汝生、黄雪慧（女，壮族）、蒋连生、蓝晓（瑶族）、蓝天立（壮族）、蔡丽新（女）、蔡锦军、谭丕创、黎菊萍（女，壮族）、潘晓梅（女，壮族）

### 海南省
2022年4月29日，中国共产党海南省第八次代表大会选举产生26名海南省出席党的二十大代表。
王姑（女）、王书茂、尹丽波（女）、冯飞、冯忠华、刘智、刘智力（女）、李雪峰、杨新泉、辛晓艳（女）、汪剑波、沈丹阳、沈晓明、陈希、陈国猛、罗增斌、周皓、周红波、骆清铭、袁光平、徐启方、黄丽萍（女，黎族）、符宣朝、蒋莉萍（女，苗族）、韩正、薛烨（女）

### 重庆市
2022年5月31日，中国共产党重庆市第六次代表大会选举产生43名重庆市出席党的二十大代表。
丁中平（女）、万相兰（女）、王亚芬（女）、王春全、文娟（女）、左永祥、卢红（女）、向业顺（苗族）、刘源、刘小强、刘贵忠、李明清、李春奎、杨懿、杨浪浪（女）、何文忠（苗族）、余小平（女）、宋依佳（女）、张映（女）、陆克华、陈卉丽（女）、陈鸣波、陈敏尔、罗蔺、周雄、周冬勤（女）、赵世庆、胡衡华、姜辉、袁勤华、唐小平、黄明会、黄桃翠（女，土家族）、梅玫（女）、常斌、商奎、宿昆、覃昌德、舒立春、谢兰（女）、蔡允革、廖财莉（女）、戴科

### 四川省
2022年5月30日，中国共产党四川省第十二次代表大会选举产生73名四川省出席党的二十大代表。
于立军、马波（土家族）、王艳（女）、王凤朝、王丛林、王亚非、王晓晖、元方、方存好、邓小燕（女）、立克拢拢（彝族）、冯文生、冯定清、朱家德、刘坪、刘骥（女）、李江、李酌、李云泽、李正赤（苗族）、李秋月（女）、杨文钰、杨秀彬、杨林兴（土家族）、何平、邹自景、邹敬园、沈阳、张彤、张荣、张燕（女）、张正红、张庆黎、阿石拉比（彝族）、陈炜、陈云珍（女，羌族）、陈海艳（女）、陈望慧（女，藏族）、邵革军、其美多吉（藏族）、范波、杭义洪、罗文、罗怀容（女）、罗佳明、罗振华（藏族）、郑莉（女）、郑艳梅（女）、赵俊民、胡元坤、查玉春（女）、段毅君、俞培根、施小琳（女）、姜文盛、栗战书、郭瑜知（女）、唐勇、黄强、曹世如（女）、曹立军、曹鸿英（女）、符宇航（女）、梁恩荣（女）、敬静（女）、蒋巨峰、辜学斌、谢利平（女）、靳磊、蒲丽蓉（女）、廖建宇、谭洪恩（土家族）、熊蕊（女）

### 贵州省
2022年4月28日，中国共产党贵州省第十三次代表大会选举产生39名贵州省出席党的二十大代表。
丁雄军、王沪宁、王思齐、王镇义（侗族）、韦兰（女，布依族）、韦子涵（女，水族）、龙福刚（苗族）、卢雍政、刘秀祥、许蕾（女）、李刚、李胜、李睿、李元平、李作勋、李建军、李炳军、杨昌鹏（土家族）、肖凯林、时玉宝、时光辉、吴胜华（布依族）、何开萍（女）、余留芬（女）、冷朝刚（苗族）、陈少波（土家族）、陈昌旭、林洁如（女）、罗强（苗族）、罗晶晶（女，侗族）、周文（女）、周琦、胡忠雄、袁琴（女）、唐德智、曹海玲（女）、梁贵友（布依族）、谌贻琴（女，白族）、魏树旺

### 云南省
2022年6月25日，中国共产党云南省党代表会议选举产生47名云南省出席党的二十大代表。
王力、王宁、王荣（女）、王云霏、王以志、王予波、王耕捷、石玉钢（苗族）、印春荣、冯伟珍（女）、冯志礼、朱有勇、朱兆云（女）、朱家伟、刘非、刘勇（纳西族）、刘洪建、农布央宗（女，藏族）、李刚、李江（女）、李晶（女）、李小三、李石松（白族）、李庆元、李娜倮（女，拉祜族）、李桂科（白族）、吴长碧（女）、张之政（彝族）、张桂梅（女，满族）、陈明、纳云德（傈僳族）、拉玛·兴高（彝族）、罗萍（女，哈尼族）、线小晃（女，傣族）、赵家清（佤族）、赵跃芳（女，拉祜族）、赵瑞君、姜山、秦选、顿珠培楚（藏族）、高德荣（独龙族）、郭大进、郭玉琴（女，彝族）、郭声琨、浦虹（女）、普玉忠（哈尼族）、谢成芬（女）

### 西藏自治区
2022年6月29日，中国共产党西藏自治区党代表会议选举产生30名西藏自治区出席党的二十大代表。
王卫东、王君正、旦增顿珠（藏族）、白玛赤林（藏族）、尼吉（女，藏族）、尼玛拉宗（女）、边巴卓玛（女，藏族）、亚夏（女，珞巴族）、西洛卓玛（女，藏族）、曲措（女，藏族）、庄严、庄劲松、刘江、次仁拉姆（女，藏族）、次仁顿珠（藏族）、许成仓、严金海（藏族）、汪洋、陈永奇、卓嗄（藏族）、泽仁旺姆（女，藏族）、段海、洛桑江村（藏族）、敖刘全、索朗德吉（女，门巴族）、龚会才、斯朗尼玛（藏族）、普布顿珠（藏族）、赖蛟、嘎松曲珍（女，藏族）

### 陕西省
2022年5月30日，中国共产党陕西省第十四次代表大会选举产生44名陕西省出席党的二十大代表。
王晓、王琳、王友民、王玉娥（女）、王兴宁、王照辉（女）、方红卫、卢建军、任全彬、庄长兴、刘国中、孙科、孙春兰（女）、李春临、杨广亭、何菲（女）、张立同（女）、张莲莲（女）、张晓光、张凌云（女）、张新停、武文罡、周建玲（女）、郑光照、法晓芳（女）、赵刚、赵一德、赵林斌、郝春侠（女）、柯小海、钟洪江、袁宏明、夏江波（女）、夏晓中、徐大彤、徐永胜（维吾尔族）、徐新荣、黄思光、常亚琼（女）、惠敏莉（女）、程福波、路生梅（女）、樊维斌、薛莹（女）

### 甘肃省
2022年5月30日，中国共产党甘肃省第十四次代表大会选举产生40名甘肃省出席党的二十大代表。
马小洁、马秀兰（女，回族）、王赋、王立奇、王嘉毅、牛文斗、尹弘、石谋军（苗族）、卢小亨、叶军、朱天舒、任振鹤（土家族）、庄丽娟（女）、刘兰伊（女）、李克强、李得天、杨武（藏族）、何江川、狄威、张永霞（女）、张晓平、陈得信、欧阳坚（白族）、岳彩霞（女）、周伟、於若飞、赵声良、柳鹏、脱亚莉（女）、康军、康丽（女）、康琦（女）、康忠芳（女）、逯艳（女）、程晓波、鲁毛才让（女，藏族）、谢昌盛、管东红（女）、潘从明、戴超

### 青海省
2022年5月26日，中国共产党青海省第十四次代表大会选举产生29名青海省出席党的二十大代表。
才让太（藏族）、马晓瑜（女，回族）、王林虎、王定邦、切阳什姐（女，藏族）、牛生有、巴才洛（藏族）、吕刚、朱战民、刘秀青（女，蒙古族）、祁洪芳（女）、杨原（女，回族）、杨志文（回族）、吴晓军、汪洋、张晓军、张锦梅（女）、陈志秀（女，土族）、陈瑞峰、赵月霞（女）、赵克志、信长星、班果（藏族）、钱建华、訚柏（纳西族）、葛军、韩石（撒拉族）、焦峥（女）、蔡成勇

### 宁夏回族自治区
2022年6月13日，中国共产党宁夏回族自治区第十三次代表大会选举产生30名宁夏回族自治区出席党的二十大代表。
丁炜、马文娟（女，回族）、马玉山、马汉成（回族）、王刚、王兰花（女，回族）、艾俊涛、石岱（女）、田丰年、白华、齐永新、衣立东、杜银杰、李金科（满族）、杨彦锋（女）、张利、张小玲（女）、张雨浦（回族）、陈希、陈雍（满族）、陈美荣（女，回族）、冼国义（满族）、赵旭辉、赵耐香（女）、侯艳（女）、顾春娥（女）、徐耀、姬秀花（女，回族）、梁言顺、雷东生

### 新疆维吾尔自治区
2022年6月25日，中国共产党新疆维吾尔自治区党代表会议选举产生43名新疆维吾尔自治区出席党的二十大代表。
马丽（女，回族）、马瑜（女，回族）、马兴瑞、王刚、王国和、方先珍（女）、巴音克西（蒙古族）、艾力更·依明巴海（维吾尔族）、艾尔肯·吐尼亚孜（维吾尔族）、古兰拜尔·茹仙（女，塔吉克族）、左热古丽·尼亚孜（女，维吾尔族）、田湘利、吐尔洪·吾买尔（维吾尔族）、任广鹏、刘琛、克衣色尔·克尤木（维吾尔族）、李萍（女，锡伯族）、李文娟（女）、李邑飞、杨发森、杨晓渡、吾肉孜阿力·哈西哈尔巴依（柯尔克孜族）、肖开提·依明（维吾尔族）、何忠友、张柱、张春林、陈伟俊、努尔兰·阿不都满金（哈萨克族）、武钢、杰恩斯·哈德斯（哈萨克族）、赵文泉、郝香利（女）、祖力亚提·司马义（女，维吾尔族）、热西拉·热哈提（女，哈萨克族）、热合曼·阿吾提（女，维吾尔族）、热孜万古丽·沙吾提（女，维吾尔族）、聂壮、高金阳、寇晓燕（女）、蒲雪梅（女）、薛斌、穆叶赛·尼加提（女，维吾尔族）、魏建国

### 台湾省籍
2022年6月26日，中国共产党全国台湾省籍党员代表会议选举产生10名台湾省出席党的二十大代表。
王慧、卢丽安（女）1L、刘芳颖（女，高山族）3、江尔雄（女）2LRX、许可慰3L、邱峰3、李婷（女，回族）3、黄志贤2HCA、蔡光洁（女）、黎芷宏（女）
註解：绿色字体为台湾出生者，上标数字代表是台湾第几代，下标L代表是上一届代表留任，Z代表曾当选或递补过中委，H代表曾当选过候补中委，R代表曾当选过全国人民代表大会非常委代表，C代表曾当选过全国人民代表大会常务委员，X代表曾当选过全国政协非常委委员，A代表曾当选过全国政协常委委员。

## 特邀代表
特邀代表非经选举产生，而是由中共中央邀请一部分已经退出领导岗位的老党员出席大会，特邀代表与选举产生的代表有同等权利。二十大特邀代表有83名。
主席团成员按党内资历与职务为序，非主席团成员在主席团成员后。
江泽民、胡锦涛、朱镕基、李瑞环、吴邦国、温家宝、贾庆林、张德江、俞正声、宋平、李岚清、曾庆红、吴官正、李长春、罗干、贺国强、刘云山、张高丽

## 其他统计

### 整体统计
备注为在该选区当选的政治局常委（特邀代表不备注），普通字体为曾任政治局常委、粗体为二十大换届前政治局常委、粗体+下划线为二十大换届后留任常委、普通字体+下划线为二十大换届后新晋常委（如身份重叠按其中最后一个计）。年龄为会议召开时年龄。
| 時間               | 選區                 | 人數      | 备注   | 备注                  |
| ------------------ | -------------------- | --------- | ------ | --------------------- |
| 4月22日            | 廣西壯族自治區       | 48        | 习近平 | 69岁↓                 |
| 4月25日—28日       | 貴州省               | 39        | 王沪宁 | 67岁↑                 |
| 4月26日—29日       | 海南省               | 26        | 韩正   | 68岁↓/↑（“70岁封顶”） |
| 4月29日—5月2日     | 黑龍江省             | 50-1=49   |        |                       |
| 5月22日—25日       | 廣東省               | 70        | 李希   | 66岁↑                 |
| 5月23日—26日       | 青海省               | 29        |        |                       |
| 5月27日—30日       | 陝西省               | 44        |        |                       |
| 5月27日—30日       | 甘肅省               | 40-1=39   | 李克强 | 67岁↑                 |
| 5月27日—30日       | 四川省               | 73        | 栗战书 | 72岁↓                 |
| 5月27日—31日       | 重慶市               | 43        |        |                       |
| 5月30日—31日       | 河南省               | 69        |        |                       |
| 5月31日            | 山西省               | 43        |        |                       |
| 5月28日—6月1日     | 山東省               | 76        |        |                       |
| 6月10日—13日       | 寧夏回族自治區       | 30        |        |                       |
| 6月16日—20日       | 天津市               | 46        |        |                       |
| 6月18日—21日       | 湖北省               | 63        |        |                       |
| 6月19日—22日       | 吉林省               | 37        |        |                       |
| 6月20日—22日       | 浙江省               | 51-1=50   |        |                       |
| 6月22日—23日       | 江蘇省               | 71        | 王岐山 | 74岁                  |
| 6月22日—23日       | 湖南省               | 65        |        |                       |
| 6月23日            | 福建省               | 41        |        |                       |
| 6月24日—25日       | 雲南省               | 47        |        |                       |
| 6月25日            | 新疆維吾爾自治區     | 43        |        |                       |
| 6月26日闭幕        | 台湾省               | 10        |        |                       |
| 6月25日—27日       | 上海市               | 73        | 李强   | 63岁↑                 |
| 6月28日            | 遼寧省               | 64        |        |                       |
| 6月28—29日         | 河北省               | 64        |        |                       |
| 6月29日            | 西藏自治區           | 30        | 汪洋   | 67岁↑                 |
| 6月27日—30日       | 北京市               | 62        | 蔡奇   | 66岁↑                 |
| 6月29日—30日       | 安徽省               | 57        |        |                       |
| 6月29日—30日       | 内蒙古自治區         | 42        | 赵乐际 | 65岁↑                 |
| 6月29日—30日       | 江西省               | 43        |        |                       |
| 7月9日—10日        | 中央企业系统（在京） | 51        |        |                       |
| 7月17日—19日       | 中央和国家机关       | 293       | 丁薛祥 | 59岁↑                 |
| 各单位先后分别选举 | 中央金融系统         | 44        |        |                       |
| 各单位先后分别选举 | 解放军和武警部队     | 304-1=303 |        |                       |
| 选举情况不公开     | 中央香港工委         | 19        |        |                       |
| 选举情况不公开     | 中央澳门工委         | 19        |        |                       |
| 中共中央另行决定   | 特邀代表             | 83        | 不适用 | 不适用                |

### 会议召开前去世
1名：周伟（甘肃省）

### 会议召开期间去世
1名：徐光春（河南省）

### 当选且在世但未出现在最终名单
3名：尚宏（解放军和武警部队）、高晶超（女，黑龙江省）、张兵（浙江省）。

### 被開除黨代表資格
8名：崔茂虎（中央和国家机关）、刘连舸（中央金融系统）、董云虎（上海市）、莫桦（广西壮族自治区）、孔晓宏（安徽省）、魏凤和（解放军和武警部队）、李尚福（解放军和武警部队）、李玉超（解放军和武警部队）、唐仁健（中央和国家机关）、罗增斌（海南省）

### 未有代表的已识别民族
东乡族、景颇族、仫佬族、布朗族、毛南族、阿昌族、普米族、怒族、乌孜别克族、俄罗斯族、德昂族、保安族、裕固族、塔塔尔族、基诺族